# Драганчетата
Драгàнчетата е село в Северна България, община Габрово, област Габрово.

## География
Село Драганчетата се намира на около 8 km изток-югоизточно от центъра на град Габрово и 8 km запад-югозападно от град Трявна. Разположено е в долината на течащата в този си участък на северозапад Жълтешка река, наричана и Овчарка по името на намиращия се на около 1,5 km югоизточно от селото връх Овчар (Овчаря) (869 m), под който е основният ѝ извор. Реката е известна със златоносния си пясък. Селото е в района на условната граница между предбалканските Габровски възвишения от север и Шипченската планина от югозапад. Надморската височина в северозападния му край е около 574 m и нараства до около 600 m в югоизточния. Кратък общински път свързва Драганчетата с минаващия от север третокласен републикански път III-552 (Габрово – Трявна – Вонеща вода).
Развити са гъбарството и билкарството.
В началото на 21 век селото е позапустяло, доста от обитателите са починали. Населението е предимно от пенсионери. Има около 25 – 30 къщи и по-голямата част от тях са над 100-годишни.

## История
През 1995 г. дотогавашното населено място колиби Драганчетата придобива статута на село.

## Население
Населението на село Драганчетата наброява 86 души при преброяването към 1934 г. и намалява до 11 към 1992 г., наброява 14 (по текущата демографска статистика за населението) към 2019 г.

Преброяване на населението през 2011 г.
Численост и дял на етническите групи според преброяването на населението през 2011 г.:
|                     | Численост | Дял (в %) |
| Общо                | 14        | 100,00    |
| Българи             | 14        | 100,00    |
| Турци               | 0         | 0,00      |
| Цигани              | 0         | 0,00      |
| Други               | 0         | 0,00      |
| Не се самоопределят | 0         | 0,00      |
| Неотговорили        | 0         | 0,00      |